# Klaus Zentara
Klaus Zentara (* 26. November 1936 in Wuppertal; † 4. April 2004 ebenda) war ein deutscher Historiker, Handballspieler und -schiedsrichter.

## Jugend, Ausbildung, Beruf
Zentara wuchs in Oberbarmen im Quartier Schwarzbach auf. Am Carl-Duisberg-Gymnasium legte er 1957 das Abitur ab. Nach Studium von Geschichte und Germanistik in Köln, Tübingen und Bonn folgten 1963 das Staatsexamen, 1964 Referendar- und 1966 Assessorenzeit am Leibniz-Gymnasium in Duisburg-Hamborn. 1968 wurde er Studienrat am Ernst-Moritz-Arndt-Gymnasium in Remscheid und im gleichen Jahr am Gymnasium Sedanstraße in Wuppertal-Barmen tätig. Mit Beförderung zum Oberstudiendirektor übernahm er 1992 die Leitung des Wilhelm-Dörpfeld-Gymnasiums in Elberfeld. 1980 war er an der Erarbeitung kultusministerieller Regelungen für den gymnasialen Geschichtsunterricht in der Oberstufe beteiligt.

## Handball und Sportverein
1947 trat der Feld- und Hallenhandballer Zentara dem Sportverein Grün-Weiß Wuppertal bei.
1972 übernahm er nach verschiedenen Ehrenämtern den Vorsitz des Klubs. Von 1953 bis 1984 war Zentara als Handballschiedsrichter tätig, etliche Male davon in der Handball-Bundesliga, so wie beim 18:25 beim ersten Aufeinandertreffen des THW Kiel gegen den TV Großwallstadt im Jahre 1977 an der Seite seines Partners Jürgen Röllinghoff vom Barmer TV.
Zentara war von 1953 bis 1984 aktiver Schiedsrichter und leitete 1.076 Feld- und Hallenhandballspiele. In 14 Spielzeiten war er in der Handball-Bundesliga als Schiedsrichter tätig und zudem 7 Jahre auf internationaler Ebene bei Länder- und Europapokalspielen.
1998 erhielt Zentara das Bundesverdienstkreuz am Bande.
Im Alter von 67 Jahren starb Zentara 2004 nach schwerer Krankheit. Er hinterließ Ehefrau und zwei Kinder.